# Efstratios Nikolaidis
Efstratios Nikolaidis (19 de septiembre de 1985) es un deportista griego que compite en atletismo adaptado. Ganó una medalla de bronce en los Juegos Paralímpicos de Tokio 2020 en la prueba de lanzamiento de peso (clase F20).

## Palmarés internacional
| Juegos Paralímpicos | Juegos Paralímpicos | Juegos Paralímpicos | Juegos Paralímpicos |
| Año                 | Lugar               | Medalla             | Prueba              |
| ------------------- | ------------------- | ------------------- | ------------------- |
| 2020                | Tokio (Japón)       | Medalla de bronce   | Peso F20            |